# Banjarrejo (Pakis)
Banjarrejo is een bestuurslaag in het regentschap Malang van de provincie Oost-Java, Indonesië. Banjarrejo telt 6607 inwoners (volkstelling 2010).